# Aniconisme

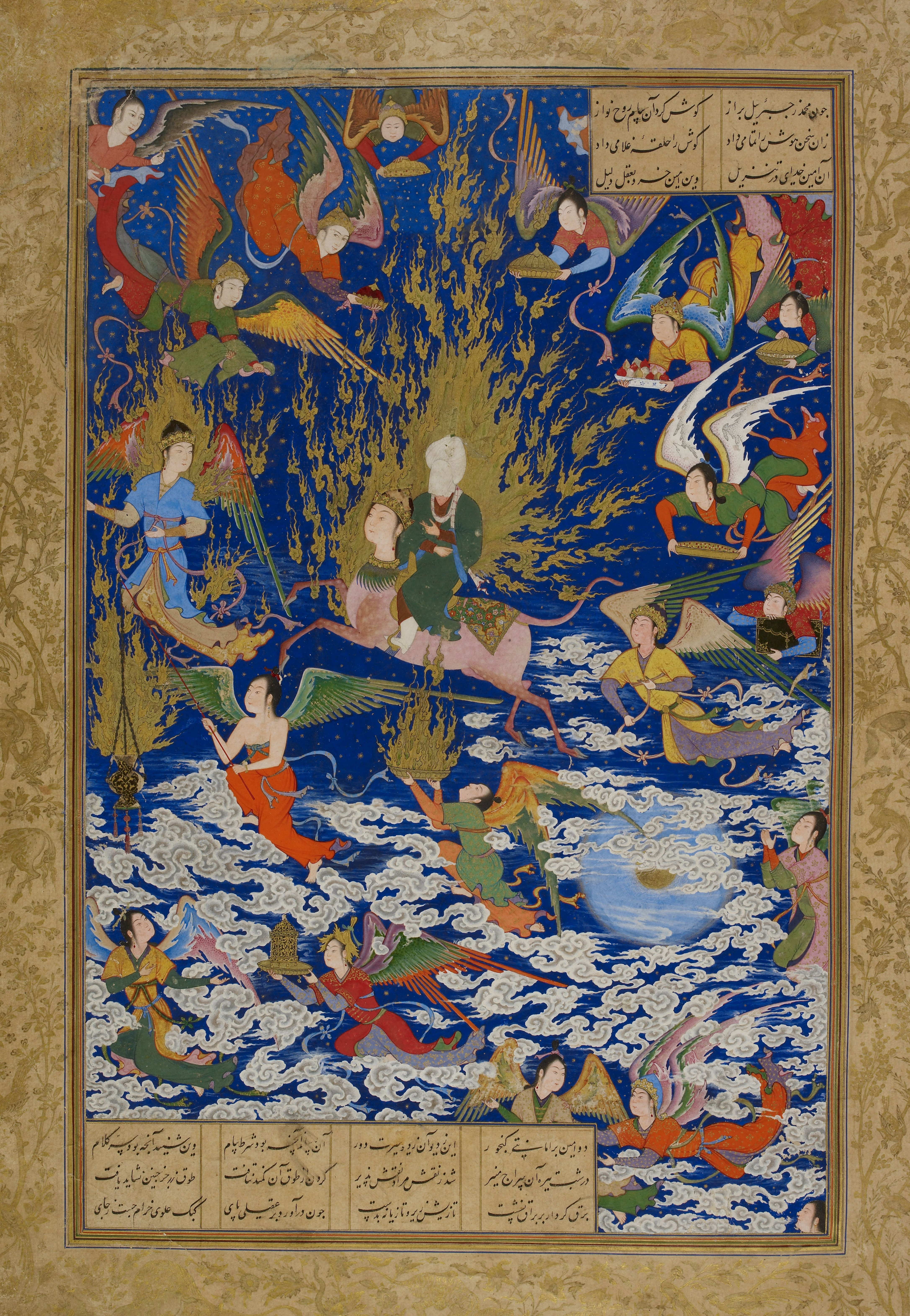
Perzische miniatuur van rond 1550, waarbij het gezicht van Mohammed tijdens de Miraj niet is afgebeeld.

Aniconisme is de afwezigheid van afbeeldingen, in het bijzonder van afbeeldingen van God en van levende wezens. Vaak wordt het zelfs omschreven als een verbod op de aanwezigheid van afbeeldingen. 
Het woord is afkomstig uit het Oudgriekse εἰκών voor 'afbeelding', voorafgegaan door het negatieve voorvoegsel an-.  Zowel het jodendom, het christendom als de islam kennen een aniconische traditie.

## Aniconisme in de islam
Afbeeldingen van God komen in de islamitische traditie niet voor. God is in de islam ook volkomen transcendent en moet zeker niet als mens, zoals soms binnen het christendom, worden voorgesteld.
Hoewel in soennitische kringen een streng verbod wordt geaccepteerd op het afbeelden van de profeet Mohammed, wordt dat verbod door sjiieten meestal verworpen. Dit omdat het niet zou blijken uit verzen uit de Koran. Soms wordt in die traditie Mohammeds gezicht niet afgebeeld. Volgens soennieten is het afbeelden van profeten niet toegestaan, omdat dit zou kunnen leiden tot idolatrie en aanbidding, terwijl juist enkel God vereerd mag worden. In de meest strikte interpretaties geldt dit zelfs voor afbeeldingen van levende wezens in het algemeen.
Tekeningen van mensen, dieren en planten komen bij de decoratie van gebouwen maar beperkt voor. In de vroege islam, in de tijd van de dynastie van de Omajjaden werden nog diverse schilderingen en mozaïeken van mensen, dieren en planten gemaakt. Voorbeelden hiervan zijn onder andere het badhuis Quseir Amra en de Grote moskee van Damascus, beide uit het begin van de 8e eeuw.
Het was kalief Yazid II die in 721 verklaarde dat afbeeldingen van mensen verboden waren.